# Luge nos Jogos Olímpicos de Inverno de 1976
O luge nos Jogos Olímpicos de Inverno de 1976 consistiu de três eventos realizados em Innsbruck, na Áustria, dois individuais (masculino e feminino) e um em duplas mistas.
A exemplo da edição anterior, a Alemanha Oriental voltou a dominar a modalidade ao conquistar as três medalhas de ouro possíveis, além de uma prata e um bronze.

## Medalhistas
| Evento                        | Ouro                                         | Prata                                                  | Bronze                                      |
| ----------------------------- | -------------------------------------------- | ------------------------------------------------------ | ------------------------------------------- |
| Individual masculino detalhes | Dettlef Günther GDR Alemanha Oriental        | Josef Fendt FRG Alemanha Ocidental                     | Hans Rinn GDR Alemanha Oriental             |
| Individual feminino detalhes  | Margit Schumann GDR Alemanha Oriental        | Ute Rührold GDR Alemanha Oriental                      | Elisabeth Demleitner FRG Alemanha Ocidental |
| Duplas detalhes               | Hans Rinn Norbert Hahn GDR Alemanha Oriental | Hans Brandner Balthasar Schwarm FRG Alemanha Ocidental | Rudolf Schmid Franz Schachner AUT Áustria   |

## Quadro de medalhas
| Ordem | País                   | Medalha de ouro | Medalha de prata | Medalha de bronze |   |
| ----- | ---------------------- | --------------- | ---------------- | ----------------- | - |
| 1     | GDR Alemanha Oriental  | 3               | 1                | 1                 | 5 |
| 2     | FRG Alemanha Ocidental |                 | 2                | 1                 | 3 |
| 3     | AUT Áustria            |                 |                  | 1                 | 1 |
| TOTAL | TOTAL                  | 3               | 3                | 3                 | 9 |